# Okanagan Mountain
Der Okanagan Mountain ist ein 1.576 m hoher Berg in der kanadischen Provinz British Columbia mit einer Schartenhöhe von 351 m. Er liegt in der Region Okanagan Valley im Süden des British Columbia Interior an der Ostseite des Okanagan Lake unmittelbar südlich der Stadt Kelowna und nördlich von Penticton.  Er bildet das Zentrum des Okanagan Mountain Provincial Park. Seine Nordhänge werden von einem Stadtteil von Kelowna eingenommen, von dem ein Großteil beim Waldbrand im Okanagan Mountain Park 2003 zerstört wurde.
Der Berg ist Teil des Okanagan Highland, einer hügligen Hochebene zwischen dem Okanagan Lake und den Monashee Mountains.